# Noise & Flowers
Noise & Flowers è un album dal vivo del cantautore canadese-statunitense Neil Young e del gruppo musicale Promise of the Real, pubblicato nel 2022.

## Tracce
1. Mr. Soul – 4:33
2. Everybody Knows This Is Nowhere – 2:46
3. Helpless – 5:22
4. Field of Opportunity – 4:17
5. Alabama – 4:14
6. Throw Your Hatred Down – 8:59
7. Rockin' in the Free World – 9:59
8. Comes a Time – 3:19
9. From Hank to Hendrix – 5:07
10. On the Beach – 7:35
11. Are You Ready for the Country? – 3:15
12. I've Been Waiting for You – 3:52
13. Winterlong – 4:11
14. Fuckin' Up – 7:17

## Classifiche
| Classifica (2022) | Posizione raggiunta |
| ----------------- | ------------------- |
| Regno Unito       | 44                  |